# Herb gminy Nowe Piekuty
Herb gminy Nowe Piekuty – jeden z symboli gminy Nowe Piekuty, ustanowiony 4 czerwca 2014.

## Wygląd i symbolika
Herb przedstawia na tarczy w polu błękitnym złoty monogram maryjny: MA pod koroną zamkniętą, okolony u dołu i od strony prawej skrzydłem orlim, złączonym z głową orła – od strony lewej. Skrzydło i głowa orła są uszczerbionym herbem Mazowsza, jakoż że tereny te, położone na pograniczu, na przestrzeni wieków dzieliły swoje losy z dzielnicą mazowiecką. Korona jest odzwierciedleniem korony z cudownego wizerunku Matki Bożej Pojednania z Sanktuarium w Hodyszewie. 